# Daniel Bomberg

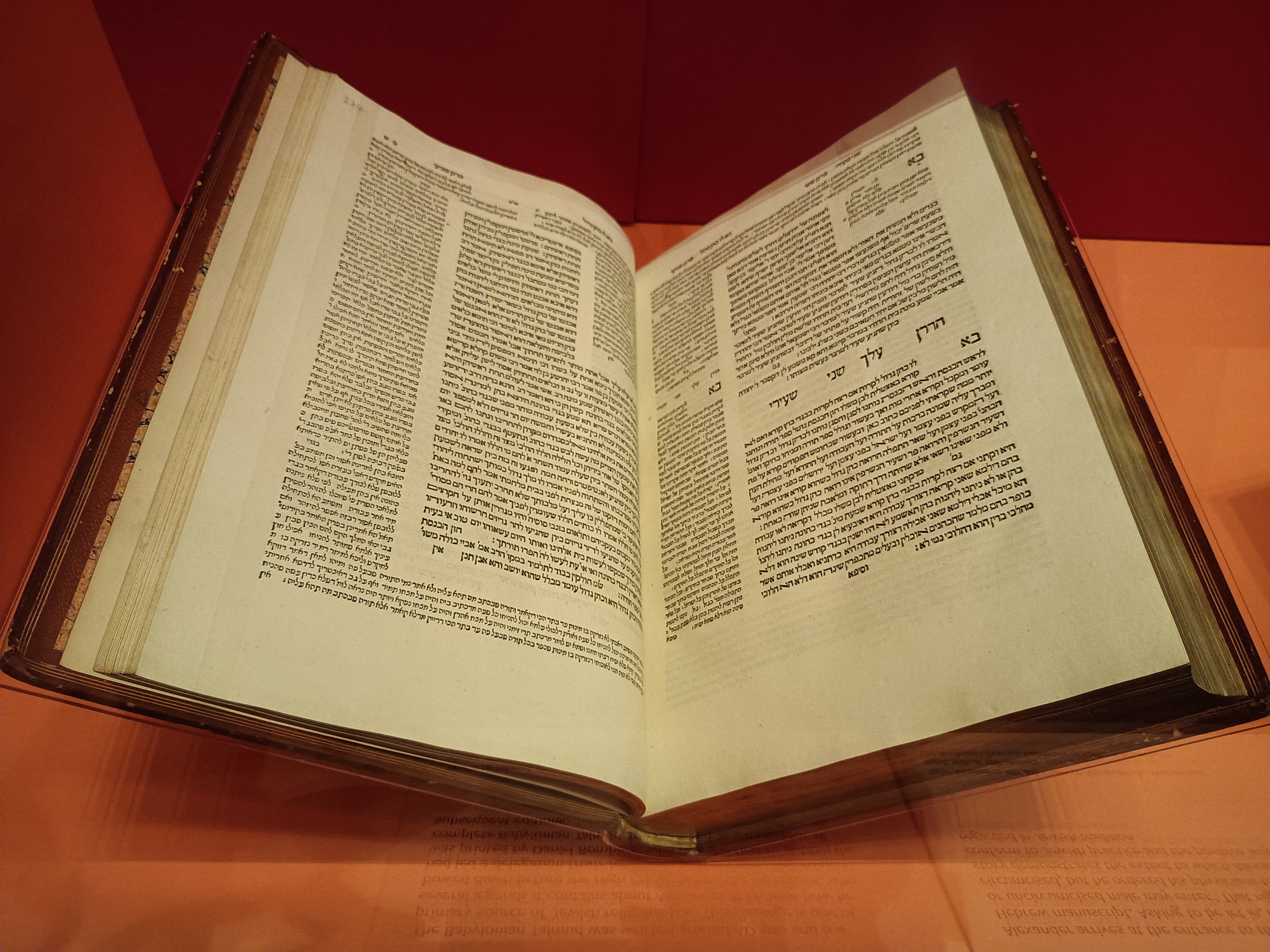

Daniel Bomberg (Anversa, 1483 circa – Venezia, 1549) è stato un tipografo e mercante d'arte fiammingo; fu tra i primi tipografi che hanno stampato libri in ebraico.

## Biografia
Cristiano nato in Belgio, fu attivo soprattutto a Venezia (principale centro europeo dell'arte tipografica) tra il 1516 e 1549.
Produsse una editio princeps del Mikraot Gedolot, la Bibbia rabbinica, che comprende il testo ebraico insieme ai commentari rabbinici, negli anni 1516 e 1517, e la prima e più antica serie completa di volumi del Talmud, tra il 1520 e il 1523, una buona copia dei quali fa parte della collezione Valmadonna Trust Library ora a Londra. Una delle prime copie di questa serie è conservata ed esposta al Museo Ebraico di Venezia.
Bomberg trovò un pubblico di lettori pronti e disponibili negli ebrei italiani, il cui numero era grandemente aumentato dopo le espulsioni di Spagna e Portogallo. Le presse di Bomberg produssero nel complesso circa 230 libri in ebraico e le sue innovazioni tipografiche in quella lingua  fissarono lo standard per i tipografi successivi. Dopo il declino dell'attività di Bomberg, altre tipografie (Marco Antonio Giustiniani, Alvise Bragadin, Giovanni Gara) continuarono a stampare testi ebraici.
L'edizione del Talmud di Bomberg venne in seguito considerata la versione "incensurata", cioè integrale e non vagliata dai censori cristiani.